# ムーサ・アリ山
ムーサ・アリ山は、アフリカ大陸の東端部に存在する、山の1つである。

## 概要
ムーサ・アリ山は成層火山として形成された山であり、その山頂の標高は2,020mから2,030m程度である

。
この山は、おおよそ北緯12度28分、東経42度24分付近に位置しており、2014年現在、この山でエチオピア、ジブチ、エリトリアの3国が国境を接している

。
2014年現在、この山の頂上はジブチにおける、国内で最も標高の高い場所に当たる

。
なお、この山の最後の噴火が一体いつであったかについては正確には判っていないものの

、少なくとも完新世においては、この山からの噴火の痕跡は知られていない

。
この山の岩石は主に粗面岩や流紋岩から成っており、山頂部のカルデラの中には、流紋岩でできた溶岩ドームや溶岩の流れた跡が見られる

。